# Lampe de Wood

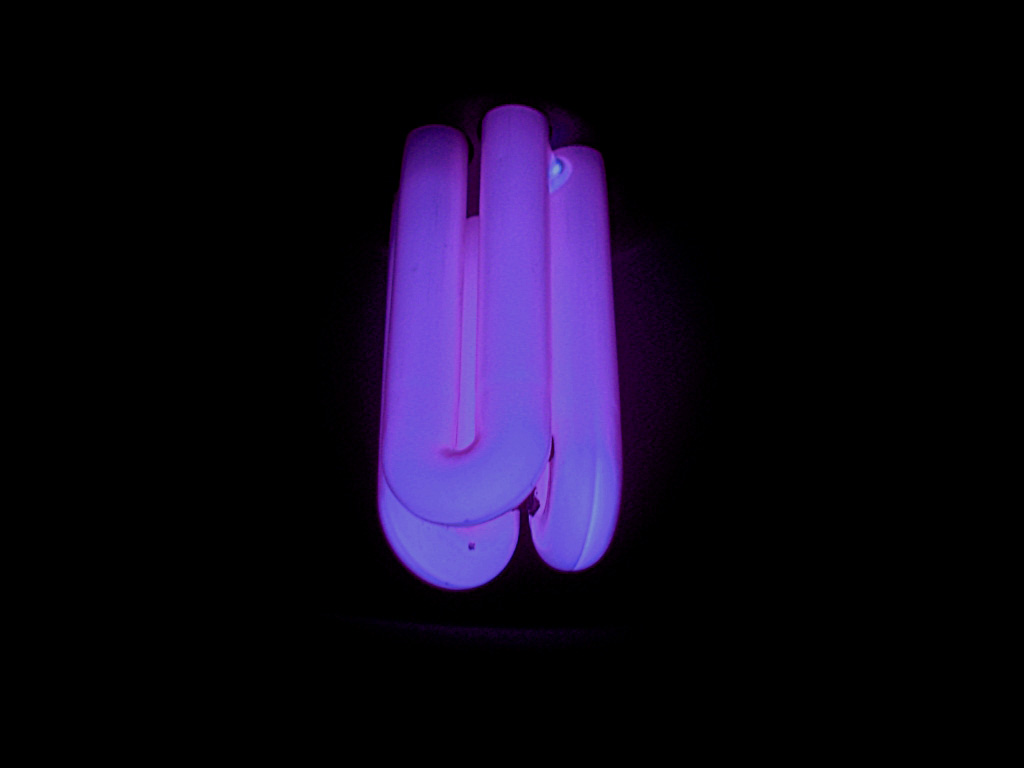
Une lampe de lumière noire. L'œil humain, perçoit cette lumière de façon nettement plus bleue que dans cette image.

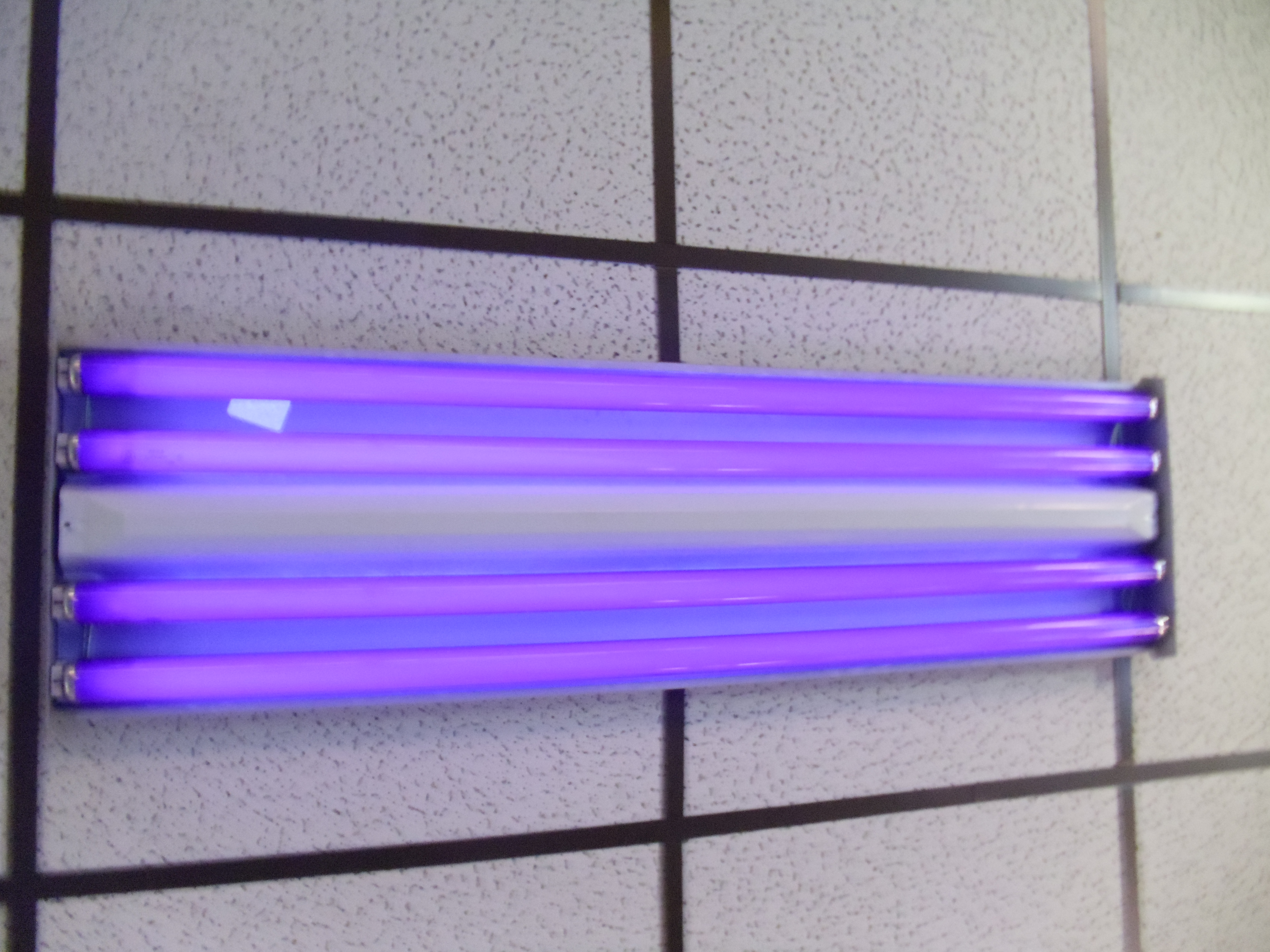
Tubes fluorescents à lumière noire. La lueur violette d'une lumière noire n'est pas la lumière UV elle-même, mais la lumière visible qui s'échappe en étant filtrée par le matériau absorbant dans l'enveloppe de verre.

La lampe de Wood est une source de lumière ultraviolette (avec une longueur d'onde d'environ 365 nanomètres). 
Les rayonnements ultraviolets sont produits par une lampe à vapeur de mercure (lampe à décharge) dont le revêtement de verre est conçu pour absorber la plus grande partie de la lumière visible : le verre de Wood. Ce verre possède la caractéristique d'être riche en oxydes de nickel et de fer, ne laissant passer que les UltraViolet A (UV-A : 400–315 nm) en grande majorité et un peu d'infrarouges,. De ce fait, la lumière des lampes de Wood est aussi souvent connues sous le vocable oxymore de "lumière noire".

## Histoire
La technique permettant d'émettre des d'ultraviolet sans trop de lumière visible a été inventée par Robert Williams Wood en 1903 avec son « Wood's glass ». Celui-ci a été développé comme filtre de lumière utilisé dans les communications pendant la Première Guerre mondiale,. Le filtre en verre fonctionnait à la fois dans la communication infrarouge de la lumière du jour et dans les communications ultraviolettes nocturnes en supprimant la plus grande partie de la composante visible d'un faisceau lumineux, laissant essentiellement passer le rayonnement invisible comme faisceau porteur de signal. Le « Wood’s glass » était couramment utilisé pour fabriquer l'enveloppe des tubes  ultraviolets fluorescents et incandescents (« lumière noire »). Ces dernières années, en raison de ses inconvénients[Lesquels ?], d'autres matériaux filtrants l'ont largement remplacé.

## Composition du verre de la lampe

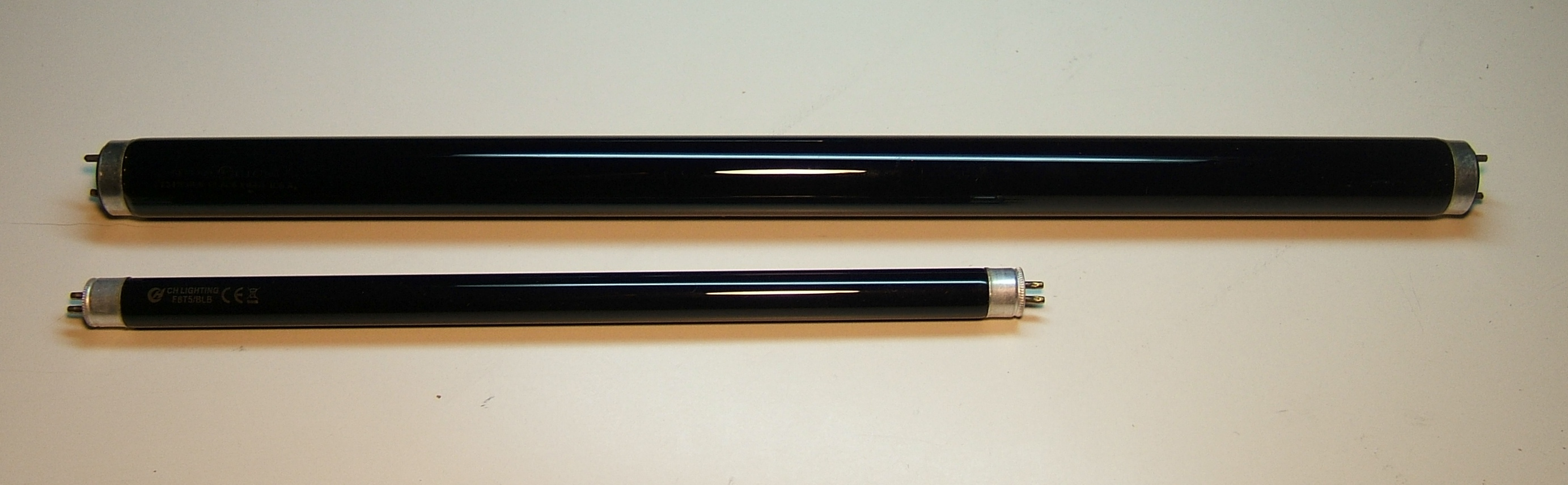
Deux tubes fluorescents ultraviolets "lumière noire". Les enveloppes en verre illustrent la couleur bleu foncé du verre de Wood, bien que ces tubes modernes utilisent en fait un autre matériau de filtrage optique.

L'enveloppe de la lampe de Wood (souvent un tube) est constituée d’un verre spécial au silicate de sodium et de baryum contenant environ 9 % d'oxyde de nickel. C'est un verre bleu-violet très profond, opaque aux  rayons lumineux visibles sauf pour le rouge, de plus grande longueur d'onde, et pour le violet, de plus courte longueur d'onde. Il est assez transparent dans le violet/ultraviolet dans une bande entre 320 et 400 nanomètres, avec un pic à 365 nanomètres, et une gamme assez large d'infrarouge, ainsi que pour les longueurs d'onde rouges les plus longues et les moins visibles. 
Certaines sources de la littérature indiquent à tort la présence d'oxyde de cobalt(II) dans la lampe de Wood.
Les filtres photographiques pour la photographie ultraviolette, notamment les filtres Kodak Wratten 18A et 18B, sont basés sur le verre de Wood.

## Propriétés et utilisations
Le verre de la lampe de Wood a une résistance mécanique inférieure et une dilatation thermique plus élevée que les verres couramment utilisés, ce qui le rend plus vulnérable aux chocs thermiques et aux dommages mécaniques. 
Les oxydes de nickel et de baryum sont également chimiquement réactifs, avec une tendance à lentement former une couche d'hydroxydes et de carbonates au contact de l'humidité atmosphérique et du dioxyde de carbone. 
La fragilité aux chocs thermiques rend la fabrication d'ampoules en verre hermétiquement scellées difficile et coûteuse. Par conséquent, la plupart des ampoules à «lumière noire» contemporaines sont fabriquées en verre structurellement plus approprié, avec seulement une couche d'un émail filtrant les UV sur sa surface. Ces ampoules font cependant passer beaucoup plus de lumière visible, paraissant plus brillantes à l'œil. En raison des difficultés de fabrication, la lampe de Wood est maintenant plus couramment utilisée dans les filtres plats ou en forme de dôme autonomes, au lieu d'être le matériau de l'ampoule.
Après une exposition prolongée aux rayons ultraviolets, la lampe de Wood subit une solarisation, perdant progressivement sa transparence pour les UV.

### Usages courants
La lampe de Wood est couramment utilisée dans les domaines suivants : 
- En minéralogie car un grand nombre de minéraux présentent des teintes distinctes selon qu'ils sont observés sous lumière ultraviolette ou à la lumière naturelle.

- En chimie analytique comme moyen de révélation d'espèces fluorescentes en chromatographie sur couche mince.

- Pour la lecture de textes effacés ou peu lisibles. Cette méthode a été présentée en 1925 par Charles Samaran[8].

- Dans le domaine bancaire pour reconnaitre les faux billets de banque.

- Dans le domaine du marché de l'art pour déceler des repeints ou des restaurations difficiles à apercevoir à l’œil nu sur les tableaux.

- Le contrôle par ressuage (recherche de défauts dans le métal par suintement d'un produit coloré).[réf. nécessaire]

### Applications médicales
La lampe de Wood sert également d'outil diagnostique, plus particulièrement en dermatologie. Elle permet d'examiner la peau du patient à la lumière ultraviolette (avec une longueur d'onde d'environ 365 nanomètres). L'application la plus courante en dermatologie est la caractérisation de l'herpès circiné. La lampe de Wood est utile dans le diagnostic de l'érythrasma, des mycoses cutanées (microsporum audouini), d'infections cutanées bactériennes (corynebacteriium minutissimum, pseudomonas spp) et de certaines lésions pigmentées ; 
Ce n'est pas avant 1925 que cette technique a été utilisée en dermatologie par Margarot et Deveze[réf. nécessaire] pour la détection d'infections mycosiques des cheveux.
La lampe de Wood est également utilisée en médecine légale pour la fluorescence des taches de sang ou de sperme et en ophtalmologie[réf. nécessaire].

## Effets sur la santé
Le faible rendement des lampes de Wood n'est pas considéré comme suffisant pour causer des dommages importants à l'ADN ou des mutations cellulaires à la peau si la durée d'exposition aux ultraviolets est courte. Toutefois les expositions prolongées ou professionnelles chroniques sont à éviter.